# British Council
El British Council és un institut cultural, una institució publica la missió de la qual és difondre el coneixement de la llengua anglesa (i de la llengua gal·lesa a l'Argentina) i la seva cultura mitjançant la formació i altres activitats educatives. A més, aquest ens públic compleix una funció rellevant per a millorar les relacions exteriors del Regne Unit. L'organització ha estat qualificada com una extensió de poder tou de la política exterior del Regne Unit, així com una eina de propaganda.

## Història
El 1934, els funcionaris del Ministeri d'Afers Exteriors britànic van crear el British Committee for Relations with Other Countries per donar suport a l'educació anglesa a l'estranger, promoure la cultura britànica i lluitar contra l'auge del feixisme. El nom es va convertir ràpidament en el British Council for Relations with Other Countries. El 1936, el nom de l'organització es va abreujar oficialment a British Council.
El British Council va obrir les seves primeres quatre oficines a Bucarest (Romania), el Caire (Egipte), Lisboa (Portugal) i Varsòvia (Polònia) el 1938, la seva seu espanyola s'obrí el 1940 Les oficines de Portugal són les més antigues del món en funcionament continu. El 1940, el rei Jordi VI va concedir al British Council una Carta Reial per promoure «un coneixement més ampli [del Regne Unit] i de la llengua anglesa a l'estranger i desenvolupar relacions culturals més estretes entre [el Regne Unit] i altres països».
Està present en més de 110 països, i té la seu central a les ciutats de Manchester i Londres.
L'any 2005 l'Institut Cervantes, l'Instituto Camões, l'Alliance Française, el British Council, el Goethe-Institut i la Società Dante Alighieri varen ser reconeguts internacionalment per la seva tasca essent guardonats amb el Premi Príncep d'Astúries de Comunicació i Humanitats d'aquell l'any.